# Sibatania arizana
Sibatania arizana là một loài bướm đêm trong họ Geometridae.